# ヒットパンチショー
『ヒットパンチショー』は、1978年7月7日から同年9月29日までフジテレビ系列局で放送されていたフジテレビ製作の歌謡番組である。新聞のラジオ・テレビ欄においては「井上順ヒットパンチ」と司会者名を冠したタイトルになっていた。全13回。放送時間は毎週金曜 12:00 - 12:30 （日本標準時）、フジテレビ系全国ネットの日替わりバラエティ枠『12時開演!』金曜の番組として放送。

## 概要
毎回1人のゲスト歌手を招き（それ以上の人数になる場合もあり）、彼らとのトークを通じてその素顔を浮き彫りにしていくことをコンセプトにしていた。ゲストは得意なものまねを披露したり、観客である主婦からのリクエストに応じて歌を披露したりしていた。司会は、当時同局の歌謡番組『夜のヒットスタジオ』にも出演していた井上順が務めていた。
前番組『電リク!スター歌謡曲』は公会堂での公開放送だったが、本番組はスタジオでの公開放送を行っていた。また、ゲームなども一切無い一般的な歌謡番組となった。

## 出演ゲスト
| 回 | 放送日  | ゲスト                   |
| -- | ------- | ------------------------ |
| 1  | 7月7日  | 五木ひろし               |
| 2  | 7月14日 | 細川たかし・三橋美智也   |
| 3  | 7月21日 | チェリッシュ             |
| 4  | 7月28日 | 西城秀樹                 |
| 5  | 8月4日  | 研ナオコ                 |
| 6  | 8月11日 | 内山田洋とクールファイブ |
| 7  | 8月18日 | 加山雄三                 |
| 8  | 8月25日 | 北島三郎                 |
| 9  | 9月1日  | 松崎しげる               |
| 10 | 9月8日  | 郷ひろみ                 |
| 11 | 9月15日 | 布施明                   |
| 12 | 9月22日 | 野口五郎                 |
| 13 | 9月29日 | 沢田研二                 |

## 参考資料
- 産経新聞[どれ?]